# Аллергический конъюнктивит
Аллергический конъюнктивит — воспаление в конъюнктиве (мембране, покрывающей белую часть глаза) из-за аллергии. Несмотря на то, аллергены разные среди пациентов, наиболее распространённой причиной является сенная лихорадка. Симптомы включают покраснение (в основном за счёт вазодилатации периферических мелких кровеносных сосудов), отёк в конъюнктиве, зуд и увеличение слезотечения (производство слёз). Если все это в сочетании с ринитом, состояние называется аллергическим риноконъюнктивитом.
Симптомы обусловлены высвобождением гистамина и других активных веществ тучными клетками, которые стимулируют расширение кровеносных сосудов, раздражают нервные окончания, а также повышают секрецию слез.
Лечение аллергического конъюнктивита — избегать аллергенов (например, избегать травы в цвету во время «сезонной сенной лихорадки») и лечение антигистаминными препаратами, либо в период обострения (в виде глазных капель), либо системно (в виде таблеток). Антигистаминные и нестероидные противовоспалительные препараты являются безопасными и обычно эффективны.

## Признаки и симптомы

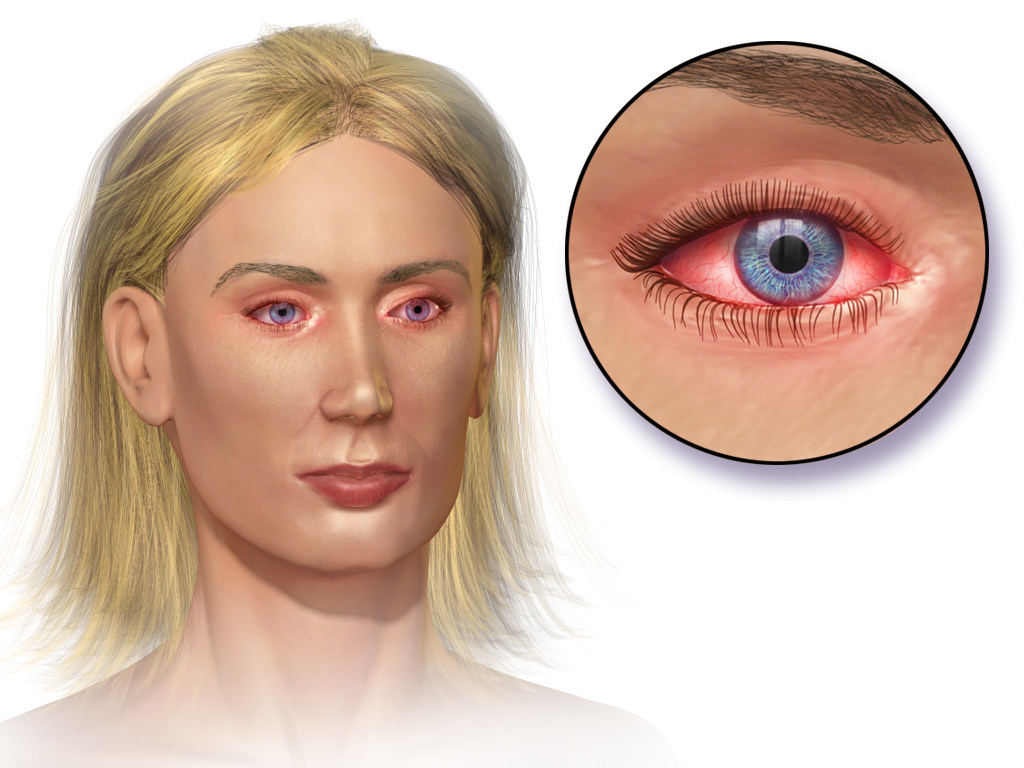
Вид при аллергическом конъюнктивите

Конъюнктива является тонкой мембраной, которая покрывает глаз. Когда аллергены раздражает конъюнктиву, общие симптомы, которые наблюдаются в глазе включают: глазной зуд, отёк век, слезотечение, светобоязнь, водянистые выделения и ощущение инородного тела(с болью).
Зуд является наиболее типичным симптомом глазной аллергии, и более чем 75 % пациентов называют этот симптом, когда обращаются за лечением. Симптомы у пациентов обычно тяжелее, когда погода тёплая и сухая, в то время как более низкие температур и дождь, как правило, успокаивают эти симптомы. Признаки фликтенулезного кератоконъюнктивита включают маленькие жёлтые узелки, которые образуются на роговице и изъязвляются через несколько дней.
Исследование Klein и др. показало, что в дополнение к физическому дискомфорту, причиняемому аллергическим конъюнктивитом, он также изменяет жизнедеятельность пациентов, ограничивая их в таких действиях, как выход наружу, чтение, сон, и вождение. Таким образом, лечение пациентов с аллергическим конъюнктивитом может улучшить их ежедневное «качество жизни».

## Причины
Причиной аллергического конъюнктивита является аллергическая реакция иммунной системы организма на аллергены. Аллергический конъюнктивит встречается у людей, которые склонны к другим аллергическим заболеваниям, таким как сенная лихорадка, астма и экзема.
Среди наиболее распространённых аллергенов, которые вызывают конъюнктивит являются:
- Пыльца с деревьев, травы и амброзии
- Кожа животных и выделения, такие как слюна
- Парфюмерия
- Косметика
- Кожные лекарственные средства
- Загрязнение воздуха
- Дым
- Пылевые клещи
- Перуанский бальзам (используется в пище и напитках для ароматизации, в парфюмерии и туалетных принадлежностях для аромата, в медицинской и фармацевтической продукции для лечебных свойств)
- Глазные капли

Большинство случаев сезонного конъюнктивита связаны с пыльцой и происходят в сезон сенной лихорадки, с пыльцой травы в начале лета и различные другие виды цветочной пыльцы и плесени могут вызвать симптомы в конце лета.
Круглогодичный конъюнктивит обычно бывает из-за аллергии на домашних пылевых клещей (крошечных насекомых, живущих в каждом доме).
Гигантский папиллярный конъюнктивит очень редкое явление, вызванное в основном, аллергической реакцией на «мусор». Хирургия может также вызвать этот тип аллергического конъюнктивита.
Причиной контактного дерматоконъюнктивита являются остальные аллергены, которые могут вступать в контакт с конъюнктивой: косметические средства, лекарства и так далее.

## Патофизиология
Глазная аллергия — реакция на каскад событий, который координируется тучными клетками. Бета хемокины, такие как эотаксин и MIP-1 alpha вовлекаются в подготовку и активацию тучных клеток на глазной поверхности. Когда соответствующий аллерген присутствует, происходит сенсибилизация и подготовка системы для запуска производства конкретного антигена. TH2 differentiated Т-клеток освобождает цитокины, которые способствуют производству антигена специфического иммуноглобулина Е (IgE). IgE затем связывается с IgE рецепторами на поверхности тучных клеток. Затем, тучные клетки высвобождают гистамин, который затем приводит к высвобождению цитокинов, простагландинов и фактора активации тромбоцитов. Посредники тучных клеток вызывают аллергическое воспаление и симптомы путём активации воспалительных клеток.
Когда гистамин высвобождается из тучных клеток, он связывается с H1-рецепторами нервных окончаний и вызывает симптом глазнго зуда. Гистамин также связывается с H1 и H2 рецепторами конъюнктивальной сосудистой системы и вызывает расширение сосудов. Извлечённые из тучных клеток цитокины, такие как хемокин IL-8 участвуют в вербовке нейтрофилов. TH2 цитокины, такие как IL-5 набирают эозинофилов и IL-4, IL-6, и IL-13, которые способствуют повышению чувствительности. Непосредственные симптомы — заслуга молекулярного каскада. Встреча аллергена, чувствительного для пациента, приводит к увеличению чувствительности системы и усилению реакции. Запущенные случаи аллергического конъюнктивита могут прогрессировать до состояния хронического аллергического воспаления.

## Классификация

### SAC и PAC
Как сезонный аллергический конъюнктивит так и круглогодичный аллергический конъюнктивит — два острых аллергических расстройства конъюнктивы. САК является наиболее общим типом глазной аллергии. Симптомы вышеупомянутых глазных болезней включают зуд и окраску от розового до красноватого цвета глаза. Эти два симптома образуются при посредстве тучных клеток глаза. Неспецифические меры по снижению симптоматики включают в себя холодные компрессы, примочки с заменителями слезной жидкости и избегание аллергенов. Лечение состоит из антигистаминов, стабилизаторов тучных клеток, антиаллергенных агентов двойного действия или актуальных антигистаминных препаратов. Другой вариант — использование кортикостероидов но, с учётом побочных эффектов катаракты и увеличения внутриглазного давления, кортикостероиды зарезервированы для более серьёзных форм аллергического конъюнктивита, таких как весенний кератоконъюнктивит (VKC) и атопический кератоконъюнктивит (АКС).

### VKC и АКС
И весенний кератоконъюнктивит и атопический кератоконъюнктивит — хронические аллергические заболевания, там где эозинофилы, фибропласты конъюнктивы, эпителиальные клетки, тучные клетки, и Th2-лимфоциты усугубляют биохимию и гистологию конъюнктивы. VKC является детской болезнью, распространённой у мужчин, проживающих в теплом климате. AKC часто наблюдается у мужчин в возрасте от 30 и 50 лет. VKC и АКС можно лечить с помощью препаратов, используемых для борьбы с аллергическим конъюнктивитом или использованием стероидов. Знак Maxwell-Lyons, закрытая язва, окаменелые сосочки, желатиновые утолщения у лимба и точки Horner-Trantas точки являются особенности весеннего типа.

### Гигантский папиллярный конъюнктивит
Гигантский папиллярный конъюнктивит не является истинно глазной аллергической реакцией и обусловлен повторным механическим раздражением конъюнктивы. Повторный контакт с поверхностью конъюнктивы, вызванный применением контактных линз, ассоциируется с GPC.

### Фликтенулезный кератоконъюнктивит
Является результатом гиперчувствительной/воспалительной реакции на бактерии. Распространённые патогенные микроорганизмы включают в себя: стафилококк золотистый, микобактерии туберкулёза, хламидии и Candida.

## Лечение
Подробная история позволяет врачам определить, являются ли имеющиеся симптомы аллергенового или другого генеза. Диагностические тесты, такие как скобление конъюнктивы в поисках эозинофилов помогают в определении причин аллергической реакции. Антигистаминные препараты (Алерзин, Супрастин), медикаменты, что стабилизирует тучные клетки, и нестероидные противовоспалительные препараты (НПВП) являются безопасными и обычно эффективны. Кортикостероиды резервируются для более тяжёлых случаях глазных заболеваний аллергией и их использование должно контролироваться глазным врачом из-за возможных побочных эффектов. Когда вид аллергена выявлен, пациент должен избегать его по мере возможности.
Другие препараты: алкафтадин.

### Нелекарственные методы
При столкновении с аллергеном при мягких симптомах, холодный компресс может быть использован для оказания помощи. Это быстрое и лёгкое решение без использования каких-либо препаратов. Холодная температура воды поможет снизить отечность, как при синяке или ожоге. Кроме того, существует много антигистаминных препаратов, доступных для приобретения.

### Стабилизаторы тучных клеток
Стабилизаторы тучных клеток не могут помочь в лечении пациентов с аллергическим конъюнктивитом, если для них холодный компресс не эффективен. Они, как правило, дают замедленный результат, но они имеют меньше побочных эффектов, чем другие виды лечения и действуют гораздо дольше, чем антигистаминные препараты. Некоторые пациенты получают одновременно антигистамины, так что есть некоторое снижение симптоматики до начала действия стабилизаторов тучных клеток. Врачи обычно назначают lodoxamide и Nedocromil в качестве стабилизаторов тучных клеток, которые применяют в виде глазных капель.
Стабилизатор тучных клеток — класс нестероидных управляющих медикаментов, которые уменьшает высвобождение вызывающих воспаление химических веществ из тучных клеток. Они блокируют кальциевые каналы, необходимые для дегрануляции тучных клеток, стабилизируя клетки, тем самым предотвращая высвобождение гистамина. Противоотечные препараты также могут быть предписаны. Другой распространённым стабилизатором тучных клеток, используемым для лечения аллергического конъюнктивита является кромогликат натрия.

### Антигистаминные препараты
Антигистаминные препараты, такие как дифенгидрамин и хлорфенирамин обычно применяются для лечения. У пациентов, получающих c H1 антигистаминные препараты, снижается производство гистамина и лейкотриенов, а также негативная регуляция экспрессии молекул адгезии на сосуды, что в свою очередь снижает симптомы аллергии на 40-50 %.
Часто назначают препараты двойного действия. Olopatadine (Patanol) и Ketotifen Fumarate (Alaway или Zaditor) — оба способны обеспечить защиту, действуя как антигистамин и стабилизатор тучных клеток одновременно. Patanol является рецептурным препаратом, в то время как ketotifen fumarate нет.
Многие из глазных капель могут вызывать жжение и покалывание, и имеют побочные эффекты. Правильное гигиена глаз могут улучшить симптомы, особенно с контактными линзами. Провокацию аллергенов, например, пыльцы и плесени можно предупредить.

### Иммунотерапия
Лечение методом аллергическая иммунотерапии (AIT) включает в себя введение дозы аллергенов, чтобы приучить организм к веществам, которые, как правило, безвредны (пыльца, клещи домашней пыли), таким образом, индуцируя специфическую долгосрочную устойчивость. Аллергены иммунотерапии могут быть введены перорально (в виде подъязычных таблеток или подъязычных капель), или с помощью инъекций под кожу (подкожно). Открытая Leonard Noon и John Freeman в 1911 году, аллергическая иммунотерапия служила только для лечение дыхательной аллергии.
Экспериментальное исследование имело целью молекулы адгезии, известные как селектины на эпителиальных клетках. Эти молекулы инициируют быстрый захват и скопление лейкоцитов из циркуляции. Антагонисты селектинов были проверены в доклинических исследованиях, в том числе кожного воспаления, аллергии и ишемии-реперфузийной травмы. Есть четыре класса средств блокирования селектина: (I) карбогидратные ингибиторы на основе нацеленных на все P-, E-, и L-селектинов, (II) антигуманный селектин антител, (III) рекомбинантная укороченная форма PSGL-1 иммуноглобулина связанного белка, и (IV) ингибиторы малых молекул селектинов. В большинстве клинических испытаний блокаторов селектина не удавалась фазы II / III или исследования были прекращены из-за их неблагоприятной фармакокинетики или чрезмерно высокой стоимости. Сфинголипиды, присутствующие в дрожжах, как Saccharomyces cerevisiae и растениях, также показали, смягчение последствий воздействия на подопытных животных гена нокаутных мышей.

## Эпидемиология
Аллергический конъюнктивит чаще встречается среди тех, аллергические условия которых и симптомы имеют сезонную корреляцию.
Аллергический конъюнктивит часто составляет, по оценкам, 20 процентов населения на ежегодной основе и примерно половина из этих людей имеют личный или семейный анамнез атопии.
Гигантский папиллярный конъюнктивит составляет 0,5-1,0 % от глазных болезней в большинстве стран.